# Augustus 2003
Dit artikel geeft een chronologisch overzicht van alle belangrijke gebeurtenissen per dag in de maand augustus van het jaar 2003.

## Gebeurtenissen

### 1 augustus
- Rusland - In Mozdok in de Zuid-Russische republiek Noord-Ossetië wordt een zelfmoordaanslag gepleegd op een militair ziekenhuis. Autoriteiten vermoeden dat Tsjetsjeense separatisten de aanslag gepleegd hebben.

### 2 augustus
- Liberia - De Veiligheidsraad van de Verenigde Naties stemt in met een vredesmacht in Liberia. President Charles Taylor belooft op 11 augustus het land te verlaten.

### 3 augustus
- België - Het eerste deel van de Tricolor, een vrachtschip dat in december gezonken was, is geborgen.
- USA - Justine Henin wint het WTA-toernooi in San Diego. In een Belgisch onderonsje versloeg ze Kim Clijsters in drie sets.

### 4 augustus
- Portugal - In verband met ernstige bosbranden wordt in Portugal de noodtoestand uitgeroepen.
- Liberia - Vredestroepen van ECOWAS, voornamelijk bestaande uit Nigerianen, komen aan in Monrovia.
- Nederland - Opnieuw lopen de temperaturen hoog op en wordt er gesproken over een mogelijke hittegolf. Omdat de temperatuur vandaag alleen ten zuiden van de 'rivieren' boven de 30 graden kwam, en het noorden plaatselijk de 25 graden niet eens bereikte, kan het echter nog wel enkele dagen duren voordat dit werkelijk zou kunnen gebeuren. De rest van de week worden temperaturen van 25-30 graden, en hoger, verwacht.
- Israël - Israël schort de terugtrekking uit de Westelijke Jordaanoever op.

### 5 augustus
- Suriname - Het Algemeen Bureau voor de Statistiek (ABS) in Paramaribo is helemaal afgebrand. Hierdoor zijn veel statistieken verloren gegaan, inclusief de laatste volkstelling. Het gebouw stond op de Werelderfgoedlijst van UNESCO.
- Indonesië - Een aanslag op het Marriott Hotel in Jakarta kost aan 12 mensen het leven. 150 mensen zijn gewond. Het vermoeden gaat dat er een autobom is gebruikt. Het hotel wordt veel gebruikt door westerse zakenlieden.
- Verenigde Staten - De benoeming van Gene Robinson tot bisschop binnen de Episcopaalse Kerk is uitgesteld. Als hij alsnog wordt aangesteld zal hij de eerste openlijk homoseksuele priester zijn die tot het ambt wordt toegelaten.

### 6 augustus
- Verenigde Staten - De Amerikaanse Episcopaalse Kerk heeft Gene Robinson als bisschop benoemd. Hij is de eerste openlijk homoseksuele priester die tot een soortgelijk ambt wordt toegelaten.
- Europa - Er heerst een hittegolf met ongekend hoge temperaturen (sinds de metingen die, afhankelijk van het land, in de 18e-19e eeuw begonnen). De kerncentrale van Doel (België) draait op halve kracht door te warm koelwater uit de Schelde. Het bosbrandgevaar breidt zich steeds verder uit.
- IJsland - De IJslandse regering besluit om nog in 2003 een veertigtal dwergvinvissen te vangen en te doden. Dit is voor het eerst sinds het land in 1989 onder internationale druk de walvisvangst beëindigde.
- Israël - Israël laat 342 Palestijnse gevangenen vrij. De Palestijnse Autoriteit reageert teleurgesteld - de Palestijnen wilden de vrijlating van alle 6000 gevangenen, en Israël had eerder 540 als het aantal vrij te laten gevangenen genoemd.
- Italië - Wetenschappers melden de geboorte van het eerste gekloonde paard.
- Liberia - De eerste Amerikaanse leden van de internationale vredesmacht voor Liberia komen aan in het land.
- Verenigde Staten - Arnold Schwarzenegger stelt zich kandidaat voor het gouverneurschap van Californië.

### 7 augustus
- Irak - Er wordt een bomaanslag gepleegd op de Jordaanse ambassade in Bagdad. De aanslag eist 19 doden en minstens 65 gewonden.
- Nederland - Om 11:30 werd bij het KNMI in De Bilt officieel een landelijke hittegolf vastgesteld. De temperatuur was toen al 8 dagen boven de 25,0 °C en vanaf dat moment ook al 3 dagen boven de 30,0 °C. De hoogste officiële temperatuur werd in Arcen (N.Limburg) gemeten: met 37,8 ° zat men slechts 0,8 ° onder het landelijk record (sinds 1706), slechts tweemaal in het verleden was de temperatuur in Nederland hoger geweest.
- Europa - De bosbranden als gevolg van de hitte in de westelijke helft van Europa blijven doorgaan. In Spanje, Frankrijk en Italië lijken ze vandaag onder controle. Ook in Portugal leek dit het geval, maar hier en daar laait het vuur weer op. In Duitsland en Nederland zijn ook bosbranden begonnen maar die waren snel bedwongen.
- Alpen - De aanhoudende hitte doet verscheidene gletsjers in de Alpen bijzonder snel smelten. Zelfs op 4000 meter is al sprake van sterke dooi. Het gevolg is, dat rotsstukken die normaliter vastgevroren zijn, losraken, en gletsjer- en stuwmeren dreigen te overstromen. In het Franse deel rond de Mont Blanc vreest men dat een eventueel onweer zeer ernstige rotslawines kan veroorzaken.
- Liberia - President Charles Taylor treedt af onder internationale druk en als deel van het vredesproces, en benoemt Moses Blah als zijn opvolger.
- Italië - Archeologen ontdekken in Rome het paleis van keizer Caligula.
- Verenigde Staten - Wetenschappers melden dat ze een vaccin tegen Ebola hebben geproduceerd. Het vaccin is met succes toegepast op apen, maar moet nog worden aangepast voor mensen.
- Indonesië - Amrozi bin Nurhasyim wordt ter dood veroordeeld voor het plannen en uitvoeren van een bomaanslag op toeristen in Bali op 12 oktober 2002.
- Ierland - Real IRA-leider Michael McKevitt wordt tot 20 jaar gevangenisstraf veroordeeld wegens lidmaatschap van een verboden organisatie en het leiding geven aan terrorisme.

### 8 augustus
- Nederland - als gevolg van de droogte is in Soest een barbecueverbod ingesteld voor bewoners die bij het bos wonen. In Austerlitz woedde een hevige bosbrand die onder andere door helikopters werd geblust. En in Friesland viel vanmiddag plaatselijk de waterdruk weg.
- Duitsland - In Perl-Nennig (Saarland) wordt een temperatuur van 40,8° gemeten, een hitterecord voor Duitsland sinds het begin van de metingen in 1901.

### 9 augustus
- Spanje - De wielrenner Paolo Bettini wint de Clásica San Sebastián. Hij is daarmee de eerste die drie wereldbekerwedstrijden in een seizoen wint.
- Europa - De hittegolf blijft aanhouden, waardoor maatregelen om watertekort in verschillende regio's in onder andere België en Nederland worden genomen.

### 10 augustus
- Frankrijk - De Franse regisseur Jacques Deray is op 74-jarige leeftijd overleden.
- Rusland- De Russen leveren na de eerste hond, mens en toerist in de ruimte nu ook het eerste huwelijk in de ruimte. Joeri Malentsjenko trouwt aan boord van het ISS met zijn (op aarde gebleven) vriendin Yekaterina Dmitriyeva.
- Europa- Door de hittegolf dreigt een stroomtekort in Nederland te ontstaan. Ook is het Britse warmterecord gesneuveld (38,1°, was 37,1°).
- Verenigde Staten - Kim Clijsters (België) - wint het tennistoernooi van Los Angeles en komt op de WTA-wereldranglijst op nummer 1. Ze is de eerste die de nummer 1-positie bereikt zonder ooit een grandslamtoernooi gewonnen te hebben, en de eerste Belgische nummer 1.
- Duitsland - Duitsland stemt in met het sturen van troepen naar SFIR.
- Irak - De Britse Sunday Times meldt dat leden van al Qaida in Irak opereren in samenwerking met leden van de veiligheidsdiensten van het voormalige regime, strijdend tegen de Britten en Amerikanen onder de naam Jaish Muhammed.

### 11 augustus
- Palestina - De Palestijne Autoriteit biedt zijn verontschuldigingen, omwille van de steun aan Irak tijdens de Golfoorlog (1991), aan Koeweit aan.
- Spanje - In Catalonië vallen 5 doden door bosbranden
- Japan - Een wervelstorm heeft sinds vrijdag aan 11 mensen het leven gekost.
- Afghanistan - De NAVO neemt het commando van De VN Vredesmacht ISAF over.
- Liberia - Er heeft een machtoverdracht plaatsgevonden tussen Charles Taylor en vicepresident Moses Blah. Taylor gaat in ballingschap in Nigeria.
- Verenigd Koninkrijk - Het onderzoek begint naar de achtergronden van de zelfmoord van wapenexpert David Kelly.
- Zwitserland - In Zwitserland wordt een nieuw warmterecord gevestigd + 41,5 °C, in Grono dicht bij de Italiaanse grens in de streek Graubünden.

### 12 augustus
- Portugal - De afgelopen weken zijn door bosbranden al 200.000 hectaren bos en struiken in de as gelegd. ook elders in Europa woeden nog steeds bosbranden.
- Thailand - In Thailand wordt Nurjaman Riduan Isamuddin gearresteerd. Hij wordt ervan verdacht verantwoordelijk te zijn voor de bomaanslagen op twee nachtclubs in Bali in oktober 2002, en betrokken te zijn bij diverse andere terroristische aanslagen, onder meer die van 11 september 2001.
- VS - De FBI arresteert 3 personen die een luchtdoelraket de VS wilden binnensmokkelen.
- Frankrijk - De wijnboeren in Bordeaux zijn begonnen met de oogst. Het is voor het eerst sinds 1893 dat de oogst zo vroeg van start gaat.
- Internet - De luvsan-worm verspreidt zich over het internet en infecteert Windows-computers.

### 13 augustus
- Nederland - Op de Westerschelde zijn twee autoschepen met elkaar in botsing gekomen, er is enkel materiële schade.
- Verenigd Koninkrijk - British Airways schrapt alle vluchten naar Saoedi-Arabië in verband met een dreigende terroristische aanslag.
- Liberia - Er vinden plunderingen plaats in Monrovia.
- Finland - In Helsinki begint de tiende editie van het WK voetbal voor spelers onder 17 jaar. Frankrijk treedt aan als regerend kampioen.

### 14 augustus
- Verenigde Staten - Door overbelasting en mogelijk een blikseminslag in Niagara Falls, NY is er stroomuitval opgetreden in een deel van de VS en aangrenzend Canada. Het is de grootste stroomuitval in de geschiedenis van de VS.
- Libië - Libië erkent schuld voor de Lockerbie-aanslag, belooft een schadevergoeding te betalen aan de nabestaanden, en zweert het terrorisme af. Deze acties waren als voorwaarde gesteld voor de opheffing van de sancties tegen het land.
- Verenigde Staten - Wetenschappers vinden een Archaea die temperaturen tot 120 °C kan overleven, een record.
- Israël - Israëlische troepen doden Mohammed Sidr, militair leider van de Islamitische Jihad.
- Frankrijk - In verband met de aanhoudende hitte wordt een medische noodtoestand afgekondigd.

### 15 augustus
- Liberia - In de haven van Monrovia komen de eerste schepen van de VN met noodhulp binnen.Ook is het in de stad rustiger sinds de komst van de West-Afrikaanse vredesmacht Ecomil.
- Verenigde Staten - De stroomtoevoer komt weer op gang sinds de stroomuitval die grootsteden in het noordoosten van de VS en een deel in Canada trof. De werkelijke oorzaak blijft echter nog steeds een raadsel.
- Nederland - Het voetbalseizoen in de Eredivisie 2003/04 begint met het duel Roda JC-PSV Eindhoven dat eindigt in een 2-2 gelijkspel. Yannis Anastasiou en Kevin van Dessel scoren voor de thuisploeg, Mateja Kežman is tweemaal trefzeker voor de bezoekers. Roda JC beëindigt het duel met negen man na rode kaarten (twee keer geel) voor Eric Addo en Fatih Sonkaya.

### 16 augustus
- Saoedi-Arabië - In Jeddah is de gewezen Oegandese dictator Idi Amin overleden.

### 17 augustus
- Nepal - De vredesonderhandelingen tussen de regering en Maoïstische rebellen worden hervat.
- IJsland - Voor het eerst sinds 1989 varen IJslandse walvisvaarders uit.
- Mali - De veertien in Algerije ontvoerde Europese gijzelaars zouden volgens de Malinese overheid zijn vrijgelaten.
- Spanje - Hevige stortregens en felle rukwinden hebben het noorden en oosten van Spanje geteisterd
- Canada - Justine Henin wint te Toronto na 54 minuten haar zesde finale van dit jaar met 6-1 en 6-0 tegen de 19-jarige Lina Krasnoroutskaya.

### 18 augustus
- Liberia - In Ghana sluiten vertegenwoordigers van de Liberiaanse regering en de belangrijkste rebellengroepen een vredesverdrag.
- Nederland - Door de aanhoudende droogte bereikt de Rijn bij Lobith het laagste waterniveau dat ooit is gemeten, 7,17 meter boven NAP
- Algerije - 14 Europese gijzelaars (negen Duitsers, vier Zwitsers, een Nederlander) worden door Moslimextremisten vrijgelaten, en keren via Mali naar Europa terug.

### 19 augustus
- Irak - In Bagdad wordt er een aanslag gepleegd op het VN-hoofdkwartier. Ten minste 20 mensen overleven de aanslag niet, waaronder ook Sérgio Vieira de Mello, de hoogste gezant van de VN in Irak. Op het moment van de aanslag werd er een persconferentie gehouden in dit voormalige hotel.
- Israël - Een zelfmoordaanslag op een autobus in Jeruzalem, waarbij 20 doden vallen, lijkt het voortijdige einde van een bestand van de diverse Palestijnse terreurgroepen aan te duiden.

### 20 augustus
- België - In het Erasmusziekenhuis te Anderlecht schenkt prinses Mathilde, echtgenote van kroonprins Filip, om 1:14 uur het leven aan een zoon. Zijn naam is Gabriël Boudewijn Karel Maria. Hij is haar tweede kind en is derde in de lijn voor de troonopvolging.
- Israël/Palestina - In reactie op de zelfmoordaanslag in Jeruzalem, sluit Israël opnieuw de Gazastrook en de Westelijke Jordaanoever af. Palestijns premier Mahmoud Abbas verbreekt de contacten met Hamas en de Islamitische Jihad. De Palestijnse Autoriteit verklaart, de daders van de aanslag op te zullen sporen.
- Het Nederlands voetbalelftal speelt in Brussel met 1-1 gelijk tegen België in een vriendschappelijk duel. Roy Makaay neemt het enige doelpunt van Oranje voor zijn rekening.

### 21 augustus
- Irak - De Amerikaanse bezettingsmacht meldt de arrestatie van Ali Hassan al-Majid, neef van Saddam Hoessein, en onder deze minister van defensie.
- Israël - In vergelding op de zelfmoordaanslag van twee dagen tevoren, doodt Israël een leider van Hamas. Hamas en de Islamitische Jihad zeggen hun bestand op, en eisen het aftreden van Palestijns premier Mahmoud Abbas.
- Verenigde Staten - Wetenschappers melden dat er geen sporen van kalksteen op Mars gevonden zijn, wat het onwaarschijnlijk maakt dat de planeet in het verleden oceanen heeft gehad, zoals wel werd aangenomen.

### 22 augustus
- Ecuador - De vulkaan de Tungurahua wordt actief en werpt rook en as tot drie kilometer de lucht in.
- Nederland - De Russische wielrenner Vjatsjeslav Jekimov schrijft in Landgraaf de Ronde van Nederland op zijn naam.

### 23 augustus
- Irak - Drie Britse soldaten komen om bij een aanslag in Basra.
- Brazilië - Er vallen 21 doden door een ontploffing van een ruimteraket.

### 24 augustus
- Verenigde Staten - De Space Infrared Telescope Facility wordt gelanceerd. Deze ruimtetelescoop, die observaties doet in het infrarode spectrum, wordt later omgedoopt tot Spitzer Space Telescope.
- Nederland - De Nederlandse zijspancrosser Daniël Willemsen en zijn Letse bakkenist Kaspars Stupelis winnen de Grote Prijs van Nederland in Lichtenvoorde en worden daarmee wereldkampioen.
- Nederland - De Nederlandse wielrenster Jolanda van Dongen wordt op 37-jarige leeftijd Nederlands kampioen tijdrijden

### 25 augustus
- Nederland - De elfjarige Lusanne van der Gun uit het Friese Oldeberkoop wordt op klaarlichte dag ontvoerd. Twee dagen later werd ze in Venlo vrijgelaten. Op 5 september werd een 65-jarige man uit het naburige Rijperkerk (officieel: Ryptsjerk) aangehouden. Hij bekende al vlot de (enige) dader te zijn.
- India - In het centrum van Mumbai zijn, met behulp van twee taxi's, twee bommen tot ontploffing gebracht. Er is sprake van minstens 44 doden en 150 gewonden. De plaatselijke politie verdenken Pakistaanse moslimextremisten. De regering van Pakistan veroordeelde meteen de aanslag. De aanslag volgt op een rapportage van archeologen over de, in 1992 door hindoes verwoeste, Ayodyah-moskee. De archeologen verklaarden dat de moskee wel degelijk boven op een hindoe-tempel was gebouwd, waarna de spanningen tussen moslims en hindoes weer opliepen.
- Rwanda - Zittend president Paul Kagame wint de presidentsverkiezingen met een ruime meerderheid van 94,3%.
- Nederland - In de haven van Vlissingen wordt 4000 kilogram cocaïne onderschept, de grootste Nederlandse drugsvangst ooit. De geschatte waarde van de lading bedraagt 200 miljoen euro.
- Nederland - Video-opnamen met een naakt en beschilderd vrouwelijk model in de Kalverstraat en op de Dam te Amsterdam voor een kunstproject van de Amsterdamse kunstenaar Tjibbe Joustra trekken de aandacht.
- Bulgarije - Archeologen ontdekken smeltafval van koper uit het 6e millennium v.Chr. Het is daarmee met afstand het oudste teken van metaalbewerking in Europa.

### 26 augustus
- Nederland - In Wilnis (in de provincie Utrecht) breekt een dijk door: het water in de Ringvaart slaat een gat van zestig meter in de Ringdijk. De vermoedelijke oorzaak ligt in de grote droogte van de afgelopen maanden, waardoor de dijk te licht werd.
- Verenigde Staten - Tijdens de opening van de US Open neemt Pete Sampras afscheid als proftennisser.
- Verenigde Staten - Een rapport over de oorzaken van de ramp met de Spaceshuttle Columbia is zeer kritisch over de "veiligheidscultuur" bij NASA.

### 27 augustus
- Aarde - De planeet Mars stond deze dag historisch dicht in de buurt van de Aarde. Sinds het jaar 55 718 voor Christus had Mars nog nooit zo dicht bij onze planeet gestaan. Om 11:51 uur (MET) stond de planeet het dichtst bij de Aarde, op een afstand van 55 758 006 kilometer. 's Avonds was de heldere planeet duidelijk met het blote oog te zien en met een gewone telescoop was zelfs het Martiaanse poolijs zichtbaar.
- Parijs - De Pool Robert Korzenionwski heeft tijdens het WK atletiek het wereldrecord 50 km snelwandelen met 36" verbeterd. Het nieuwe WR is 3h36'03".

### 28 augustus
- Nederland - Door de extreem droge en warme zomer komt de graanoogst uit op een record van 1,7 miljard kilogram. Dit record is wel opmerkelijk aangezien elders in Europa de graanoogst door de extreme droogte tegenvalt.
- Verenigde Staten - Op last van de rechter worden de transcripties van de telefoongesprekken van slachtoffers van "11 september" vrijgegeven. The New York Times had dit geëist.

### 29 augustus
- Duitsland - Het Duitse begrotingstekort (3,8%) overschrijdt voor het tweede achtereenvolgende jaar de limiet die door de Europese Unie gesteld is (3%).
- China - Volgens de krant Beijing Youth Daily is China van plan om rond 2020 een ruimtesonde naar Mars te sturen.
- Irak - In Najaf ontploft een bom voor een moskee, een honderdtal mensen waaronder de sjiitische leider Al-Hakim komt om.

### 30 augustus
- Noord-Korea - De regering van Noord-Korea heeft beslist het kernwapenprogramma te intensiveren.
- Italië - In het noorden van Italië vallen twee doden door hevige neerslag.
- Rusland - In de Barentszzee zinkt een kernonderzeeër. Volgens de autoriteiten was het schip op het moment van zinken niet bewapend. De onderzeeër was onderweg om ontmanteld te worden. Negen van de tien opvarenden komen om.
- internationaal - Een voorstel om arme landen meer mogelijkheid te geven bepaalde medicijnen goedkoop in te voeren, wordt aangenomen door de Wereldhandelsorganisatie WTO.
- Europese Unie - De beslissing in het Europees Parlement betreffende softwarepatenten wordt opnieuw uitgesteld, van 1 september naar 30 september.
- Finland - Brazilië wint de tiende editie van het WK voetbal voor spelers onder 17 jaar door in de finale de leeftijdsgenoten uit Spanje met 1-0 te verslaan.

### 31 augustus
- Tsjechië - De Belg Stefan Everts behaalt zijn zevende wereldtitel motorcross; een absoluut record.
- Frankrijk - De Libische regering heeft een akkoord bereikt met de slachtoffers van de aanslag op een Frans vliegtuig dat boven Niger ontplofte. Eerder (15 augustus) was er al een akkoord bereikt tussen Libië en de nabestaanden van de aanslag boven Lockerbie.

## Overleden
<< · januari · februari · maart · april · mei · juni · juli · augustus · september · oktober · november · december · >>